# Sanja Ajanović Hovnik
Sanja Ajanović Hovnik (ur. 14 lipca 1977 w Lublanie) – słoweńska polityk i urzędniczka państwowa, w latach 2022–2023 minister administracji publicznej.

## Życiorys
Ukończyła studia z zakresu administracji na Uniwersytecie Lublańskim, na tej samej uczelni uzyskała magisterium. Zawodowo związana z administracją publiczną. Pracowała w Zgromadzeniu Państwowym, w latach 2015–2018 jako sekretarz frakcji poselskiej Partii Alenki Bratušek. W 2018 powołana na sekretarza generalnego urzędu rzecznika do spraw równości, a w 2019 na wicedyrektora w rządowym biurze do spraw rozwoju i europejskiej polityki spójności. W latach 2020–2021 pracowała na kierowniczych stanowiskach w rządowej agencji do spraw rynków rolnych i rozwoju obszarów wiejskich.
W 2022 związała się z ugrupowaniem Ruch Wolności Roberta Goloba, została przewodniczącą komisji programowej tej formacji. W czerwcu 2022 objęła funkcję ministra administracji publicznej w rządzie lidera swojej partii. Zakończyła urzędowanie w październiku 2023; podała się do dymisji po ujawnieniu znacznych kosztów jej podróży służbowej do Nowego Jorku oraz w związku z zarzutami dotyczącymi potencjalnego konfliktu interesów podczas realizacji programu dofinansowania organizacji pozarządowych.